# Реституционный эдикт
Реституционный эдикт (нем. Restitutionsedikt) или Эдикт о реституции — указ, изданный 6 марта 1629 года императором Священной Римской империи Фердинандом II Габсбургом. Являлся попыткой восстановить религиозные и территориальные установления Аугсбургского мира 1555 года. Согласно прокатолической точке зрения, включённая в Аугсбургский мир оговорка Reservatum ecclesiasticum запрещала впредь секуляризацию католических земель (после 1555 года католические земли не могли передаваться под власть протестантов). Однако из-за слабости императорской власти на протяжении десятилетий «Духовная Оговорка» не действовала. Это отсутствие полномочий и относительной стоимости земли привело к секуляризации земель нескольких князей.
«Указ о реституции» был попыткой применить оговорку к уже случившимся после 1555 года «событиям». Под ударом оказались уже секуляризованные архиепископства Бремен и Магдебург, двенадцать епархий и более 100 религиозных домов. Указ привел к масштабной передаче власти и собственности протестантов к католикам. В результате тысячи протестантов бежали на территории, контролируемые их единоверцами.
Наибольшее действие эдикт возымел на северо-востоке Германии, именно там, где силы Фердинанда были слабее. Фердинанд назначал имперских администраторов в секуляризованные государства и города путём восстановления имперской власти в области, которая была свободна от имперского правительства почти сто лет. Действия Фердинанда не были хорошо восприняты местными князьями. Это был шаг, который встревожил Францию.
Немецкие князья не были в состоянии воспрепятствовать данной ситуации. Они увидели, что коалиция будет уничтожена. Альбрехт фон Валленштейн возглавлял большую армию из 134 000 человек, чтобы утвердить императорскую власть.
По иронии судьбы, Валленштейн не был согласен с эдиктом, поскольку тот касался региона, который он считал своим, но он повиновался императору. Он заявил, что «научит приличиям курфюрстов. Они должны зависеть от императора, не император от них». Ответом князей было сплочение вокруг Максимилиана Баварского, чтобы заставить Фердинанда отправить Валленштейна в отставку.
У них появился шанс в 1630 году, когда Фердинанд созвал совещание с избирателями в Регенсбурге, потому что он хотел, чтобы его сын, тоже Фердинанд, был избран императором Священной Римской империи. По иронии судьбы, человеку с такой силой приходилось полагаться, по закону, на голоса избирателей для продолжения своей династии. Фердинанд также надеялся убедить избирателей утвердить более активное участие в европейской войне.
Курфюрсты Саксонии и Бранденбурга Иоганн-Георг I и Георг Вильгельм (как протестанты) воздержались от участия в знак протеста против эдикта о реституции. Присутствующие избиратели поняли, что они имели очень мало, чтобы получить от своего участия в войнах. Тем не менее Максимилиан Фердинанд также просил отставки Валленштейна.
Чтобы завоевать доверие избирателей, Фердинанд отправил Валленштейна в отставку в августе 1630 года. Освобождение от самого грозного военачальника в Европе было большой победой для избирателей и Регенсбург рассматривается как поражение Фердинанда.
Все это было чревато серьёзными последствиями. В июле 1630 года Густав Адольф высадился в Померании с войском в 4 000 человек. Никто не знал об их намерениях, но без Валленштейна Фердинанду пришлось ещё раз прибегнуть к помощи курфюрста Пфальца Максимилиана и фельдмаршала Тилли.
После шестилетнего кровопролития император отменил эдикт для Саксонии и Бранденбурга, а в 1648 г. постановления Реституционного эдикта были совершенно уничтожены.